# Дяченко Іван Давидович
Іван Давидович Дяченко (1906—1943) — червоноармієць Робітничо-селянської Червоної Армії, учасник Другої світової війни, Герой Радянського Союзу.

## Біографія
Іван Давидович Дяченко народився в 1906 році в селі Плоске (нині — Броварський район Київська область Україна) в селянській родині.
Отримав початкову освіту. Працював бригадиром будівельної бригади колгоспу імені Леніна.
Разом з дружиною Веклою Охрімівною мали трьох дочок (Ганна, Марія, Ольга) і сина (Василь).
В 1928—1930 роках проходив службу в Робітничо-селянській Червоній Армії.
У 1939 році повторно був призваний до лав Червоної Армії та брав участь у радянсько-фінській війні.
З червня 1941 року — на фронтах Великої Вітчизняної війни.
До жовтня 1943 року червоноармієць Іван Дяченко був стрільцем 1318-го стрілецького полку 163-ї стрілецької дивізії 38-ї армії Воронежського фронту.
Відзначився під час битви за Дніпро та визволення Києва.
2 жовтня 1943 року Іван Дяченко переправився на острів  Жуківка в районі села Бортничі Бориспільського району Київської області УРСР, закидав гранатами німецький окоп, після чого вступив у рукопашний бій з противником. Тим самим підняв усю роту на бій з ворогом.
В тяжкому бою 5 жовтня 1943 року Іван Давидович Дяченко загинув смертю хоробрих. Похований у братській могилі у Бортничах.
Указом Президії Верховної Ради СРСР від 29 жовтня 1943 року Іван Давидович Дяченко посмертно був удостоєний високого звання Героя Радянського Союзу.
Також посмертно був нагороджений орденом Леніна.
Вдячні плосківчани назвали одну з вулиць села Плоского іменем Героя Івана Давидовича Дяченка. У Бортничах також існує вулиця Івана Дяченка.
В центральному парку міста Бровари золотими літерами викарбувані імена Героїв Броварщини, серед них ім'я Героя Радянського Союзу Івана Давидовича Дяченка.
26 травня 2025 портрет з Іваном Дяченком та іншими ветеранами було демонтовано.
У травні 2017 в живих залишилась лише найменша дочка Івана Дяченка — Ольга Іванівна. Її відвідували вихованці гуртка «Юні музеєзнавці» КЗ БРР «Броварський районний центр патріотичного виховання учнівської молоді». Дочка героя — інвалід, втратила ногу, але немає ніяких пільг, як від держави, так і від місцевих органів влади.